# Ida-Virumaa
Ida-Virumaa (zkráceně též Ida-Viru, plným oficiálním názvem Ida-Viru maakond, tedy „kraj Východní Vironsko“) je jeden z patnácti estonských krajů. Leží na východě území země, u hranice s Ruskem. Jeho hlavní město je Jõhvi.

## Charakter kraje
Kraj leží mezi Finským zálivem a Čudským jezerem, na východě hraničí s Ruskou federací, na západě pak s kraji Lääne-Virumaa a Jõgevamaa. Jeho území je nížinné, vyskytují se zde i bažiny. Oblast je významná zásobami hořlavých ropných břidlic a turistikou.

## Správní členění

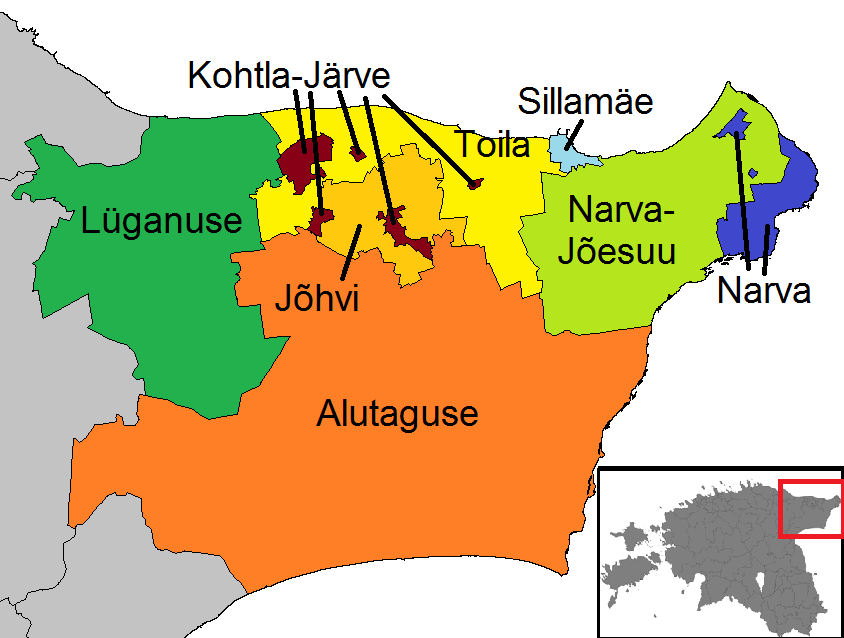
Samosprávné obce kraje

Kraj sestává z osmi samosprávných obcí - z toho čtyři městského typu a čtyři venkovského typu. 
| Typ       | Obec         | Obyvatelstvo (1.1.2020) | Rozloha (km²) | Hustota zalidnění (obyv./km²) |
| --------- | ------------ | ----------------------- | ------------- | ----------------------------- |
| Venkovská | Alutaguse    | 4 680                   | 1 458,6       | 3,2                           |
| Venkovská | Jõhvi        | 11 852                  | 123,9         | 95,7                          |
| Městská   | Kohtla-Järve | 33 197                  | 39,4          | 842,6                         |
| Venkovská | Lüganuse     | 8 374                   | 598,6         | 14,0                          |
| Městská   | Narva        | 54 409                  | 68,7          | 792,0                         |
| Městská   | Narva-Jõesuu | 4 559                   | 404,7         | 11,3                          |
| Městská   | Sillamäe     | 12 480                  | 11,9          | 1 048,7                       |
| Venkovská | Toila        | 4 708                   | 265,8         | 17,7                          |